# ICarly (serie televisiva 2021)
iCarly è una serie televisiva statunitense trasmessa su Paramount+ dal 17 giugno 2021 al 27 luglio 2023. La serie è un revival e sequel di iCarly, trasmessa dal 2007 al 2012 dalla Nickelodeon.
In Italia la serie è stata inedita fino all'arrivo della piattaforma streaming in Italia, il 15 settembre 2022 su Paramount+.
La serie è stata cancellata al termine della terza stagione.

## Trama
Sono passati circa 10 anni dagli eventi della serie originale. Carly è tornata a Seattle e ha trovato una nuova amica, Harper, divenuta in breve tempo la sua nuova coinquilina, dopo che Sam è partita unendosi a una gang di motociclisti. Dopo essere stata lasciata dal suo fidanzato, Carly decide di riprendere iCarly, ricevendo aiuto da suo fratello Spencer e dal suo amico di sempre Freddie, che ora ha anche una figliastra, Millicent.

## Episodi
| Stagione         | Episodi | Pubblicazione USA | Pubblicazione Italia |
| ---------------- | ------- | ----------------- | -------------------- |
| Prima stagione   | 13      | 2021              | 2022                 |
| Seconda stagione | 10      | 2022              | 2022                 |
| Terza stagione   | 10      | 2023              | 2023                 |

## Personaggi e interpreti

### Personaggi principali
- Carly Shay (stagioni 1-3), interpretata da Miranda Cosgrove, doppiata da Benedetta Ponticelli. La protagonista, nel finale della serie originale si è trasferita in Italia per stare con il padre, ma dopo qualche anno è tornata a Seattle e ora ricomincia iCarly. Condivide un appartamento con Harper, che dopo la partenza di Sam è diventata la sua migliore amica. Nel corso della serie capisce di amare davvero Freddie (mentre nella serie originale i suoi sentimenti per lui erano sempre rimasti ambigui) e alla fine i due decidono finalmente di iniziare una vera relazione.
- Spencer Shay (stagioni 1-3), interpretato da Jerry Trainor, doppiato da Renato Novara. Il fratello maggiore di Carly. Ha un carattere infantile e fa l'artista. È diventato ricco grazie ad una sua scultura che ha preso fuoco.
- Freddie Benson (stagioni 1-3), interpretato da Nathan Kress, doppiato da Mosè Singh. Il migliore amico di Carly e direttore tecnico del suo webshow. Nella serie originale era innamorato di Carly (mentre ciò che provava lei era ambiguo) e ora quest'ultima si rende conto di ricambiare pienamente i suoi sentimenti, portando i due a decidere di iniziare una vera relazione. Ora ha anche una figliastra, Millicent, la cui madre è la sua ex moglie, Gwen. Ha divorziato 2 volte, e ha aperto una ditta di elettronica che è fallita, ed è tornato a vivere con sua madre. Quando Carly ricomincia lo show torna a farle da direttore tecnico.
- Harper Bettencourt (stagioni 1-3), interpretata da Laci Mosley, doppiata da Debora Magnaghi. La coinquilina di Carly che, dopo la partenza di Sam, diventa la sua migliore amica. Vuole fare la stilista. E' bisessuale. Inizialmente lavora in un cafè per poi licenziarsi e incominciare a disegnare la sua linea di moda.
- Millicent Mitchell (stagioni 1-3), interpretata da Jaidyn Triplett, doppiata da Giulia Bersani. La figliastra adottiva di Freddie. Ha un carattere molto furbo. Non le sta molto simpatica Carly, ma nel profondo le vuole bene e la ammira molto.

### Personaggi ricorrenti
- Maeve (stagione 1), interpretata da Lyric Lewis, doppiata da Federica Simonelli. È la cugina di Harper che ha finto di essere stata rapita per quattro anni e che esce con Spencer per qualche tempo.
- Double Dutch (stagione 1, guest star stagione 2), interpretata da Poppy Liu, doppiata da Stefania De Peppe. È una cantante pop che assume Harper come sua stilista, e in seguito diventa il suo interesse romantico, si lasceranno nella 2ª stagione
- Wes (stagione 1, guest star stagione 2), interpretato da Josh Plasse, doppiato da Matteo De Mojana. È un meccanico di automobili ed ex interesse amoroso di Carly.
- Marissa Benson (stagioni 1-3), interpretata da Mary Scheer, doppiata da Renata Bertolas. È la madre iperprotettiva di Freddie e la vicina di casa di Spencer. Ha ripreso il suo ruolo dalla serie originale. È la "nonnastra" di Millicent.
- Beau (stagione 1, guest star stagione 2), interpretato da Conor Husting, doppiato da Andrea Rotolo. È l'ex fidanzato di Carly che la lascia all'inizio della serie.
- Lewbert Sline (stagioni 2-3), interpretato da Jeremy Rowley, doppiato da Claudio Moneta. È l'ex portiere del Bushwell Plaza. Ha ripreso il suo ruolo dalla serie originale. Al termine della 3ª stagione si sposa con la signora Benson.
- Pearl (stagione 2, guest star stagione 3), interpretata da Mia Serafino, doppiata da Ilaria Silvestri. È una terapista per animali ed ex fidanzata di Freddie. A Marissa e Millicent non è mai piaciuta.
- Tinsley (stagione 3), interpretata da Patty Guggenheim. È una ex-compagna di scuola di Harper, erano rivali, ma in seguito diventano fidanzate.

### Guest star
- Nora Dershlit (stagione 1), interpretata da Danielle Morrow, doppiata da Loretta Di Pisa. È una super fan ossessiva di iCarly che ha rapito la banda più volte. In questa serie rivela di aver frequentato corsi di terapia e non nutre più alcun risentimento verso i protagonisti, tuttavia la sua ossessione per iCarly rimane.
- Willow (stagione 1), interpretata da Josie Totah, doppiata da Maura Marenghi. È un'influencer che appare alla mostra di Spencer.
- Nevel Papperman (stagioni 1, 3), interpretato da Reed Alexander, doppiato da Davide Garbolino. È un ex critico del sito web e nemesi di Carly. Ha ripreso il suo ruolo dalla serie originale. Durante il revival sembra aver messo da parte il suo odio verso Carly e i suoi amici.
- Prunella Papperman (stagioni 1, 3), interpretata da Bailey Stender, doppiata da Beatrice Caggiula. La moglie di Nevel.
- Ted Franklin (stagioni 1, 3), interpretato da Tim Russ, doppiato da Claudio Moneta. È l'ex preside di Carly e Freddie alla Ridgeway. Ha ripreso il suo ruolo dalla serie originale. È andato in pensione.
- Duke Lubberman (stagione 1), interpretato da Doug Brochu, doppiato da Luca Sandri. È un ex studente wrestler della Ridgeway. Ha ripreso il suo ruolo dalla serie originale.
- Harmony (stagione 1), interpretata da Amanda Cerny, doppiata da Valentina Framarin.
- Kiki (stagione 1), interpretata da Skye Townsend, doppiata da Marisa Della Pasqua. È il capo scout di Millicent nelle Sunshine Girls.
- Argenthina Woolridge (stagione 1), interpretata da Christine Taylor, doppiata da Jolanda Granato.
- Gwen (stagioni 1, 3), interpretata da Carmela Zumbado, doppiata da Ilaria Silvestri. È la madre di Millicent e seconda ex moglie di Freddie. È molto amica di Carly, anche se per un periodo di tempo fanno finta di odiarsi, per paura che Freddie si offenda.
- Griffin (stagione 1), interpretato da Drew Roy, doppiato da Federico Zanandrea. È l'ex fidanzato di Carly. Ha ripreso il suo ruolo dalla serie originale. È diventato un imprenditore.
- Brooke (stagione 1), interpretata da Esther Povitsky, doppiata da Chiara Francese. È un'amica di Carly e Harper.
- Chuck Chambers (stagione 2), interpretato da Ryan Ochoa, doppiato da Alessandro Pili. È l'ex bambino nemico di Spencer. Ha ripreso il suo ruolo dalla serie originale. Spencer l'ha fatto andare alla scuola militare, ma non l'ha cambiato affatto, infatti continua a punzecchiare Spencer.
- Guppy Gibson (stagione 2), interpretato da Ethan Munck, doppiato da Andrea Rotolo. È il fratello minore di Gibby. Ha ripreso il suo ruolo della serie originale. Ha la fissa di dire in continuazione "Buon Compleanno".
- Nonno Shay (stagione 2), interpretato da Greg Mullavey, doppiato da Marco Balbi. È il nonno di Carly e Spencer. Ha ripreso il suo ruolo dalla serie originale. Torna a Seattle per nascondersi da un tipo che vuole ucciderlo perché gli ha rubato dei soldi.
- Vinny (stagione 2), interpretato da Tony Amendola, doppiato da Marco Balzarotti. È un uomo che vuole uccidere il nonno Shay per aver rubato le sue monete.
- McKenna Donatacci (stagione 2), interpretata da Rachel Bloom, doppiata da Ilaria Egitto. È una sensale.
- Paul Denham (stagioni 2-3), interpretato da Josh Peck, doppiato da Jacopo Calatroni. È il manager di Carly, si sono conosciuti in Italia, quando Carly viveva con suo padre, all'inizio lui e Freddie non andranno d'accordo ma alla fine diventeranno ottimi amici, sembra avere una leggera infatuazione per Gwen, l'ex moglie di Freddie, che lei però non ricambia.
- Cruella Intentions (stagione 2), interpretata da Kandy Muse. Una Drag-Queen ingaggiata da Harper, per fare da modella hai suoi vesti.
- Zia Histamine (stagione 2), interpretata da Mo Heart. Una Drag-Queen ingaggiata da Harper.
- Lana Del Slay (stagione 2), interpretata da Scarlet Envy. Una Drag-Queen ingaggiata da Harper.
- Kimmy Kimmy Moore (stagione 2), interpretata da Rosé. Una Drag-Queen ingaggiata da Harper.
- Sunny Johnson (stagioni 2-3), interpretata da Hannah Stocking. La leader di un fight club sotterraneo per influencer.
- Troy (stagione 3), interpretato da Benjamin Norris. Ragazzo con cui Carly ha un breve flirt.
- Rodney (stagione 3), interpretato da Christopher David. Ex compagno di classe di Carly. Ha ripreso il suo ruolo dalla serie originale.
- Magic Malika (stagione 3), interpretata da Skyler Day. Ex compagna di classe di Carly. Ha ripreso il suo ruolo dalla serie originale. Ama fare trucchi di magia.
- Shane (stagione 3), interpretato da James Maslow. Un ragazzo per cui Carly ha avuto una cotta in passato. Ha ripreso il suo ruolo dalla serie originale. È diventato l'allenatore di ginnastica del liceo
- Toby Peterson (stagione 3), interpretato da Mason Alexander Park. Ex compagno di classe di Carly. Ha ripreso il suo ruolo dalla serie originale.

## Produzione

### Sviluppo
L'ex dirigente di Nickelodeon Paula Kaplan ha contattato Miranda Cosgrove con una presentazione per una nuova serie di iCarly, incentrata su Carly e Spencer che gestiscono una casa di contenuti simile a Hype House con una nuova generazione di influencer che prendono influenza dal web show iCarly. La fascia demografica dello spettacolo doveva essere rivolta ai bambini, seguendo le stesse orme di altri revival e spin-off come A casa di Raven (Raven's Home) e Girl Meets World di Disney Channel. Non credo che nessuno di noi sarebbe stato all'altezza di questa idea, dice. Quello che mi ha entusiasmato nel fare di nuovo iCarly è stato mettere i personaggi in situazioni che prima non potevamo mostrare. Cosgrove contattò Jerry Trainor, Nathan Kress e Jennette McCurdy in merito al progetto. Kress e Trainor erano d'accordo con il progetto, ma McCurdy rifiutò. Dopo molteplici conversazioni con il cast di ritorno, Cosgrove ha chiesto che la serie revival fosse rivolta agli adulti che sono cresciuti con essa, cosa che ViacomCBS e AwesomenessTV hanno immediatamente accettato, a differenza della serie accantonata di Lizzie McGuire sviluppata su Disney+. In qualità di produttore esecutivo della serie, Cosgrove voleva incorporare nella serie argomenti più maturi e diversità, oltre alla nostalgia.
Nel dicembre 2020, TVLine ha annunciato che Paramount+ ha commissionato il ritorno della serie, in cui Miranda Cosgrove, Jerry Trainor e Nathan Kress avrebbero ripreso i loro ruoli, e che avrebbe avuto Jay Kogen e Ali Schouten come showrunner. Naturalmente, la trama avrà un'impostazione diversa, più "adulta" rispetto a quella della serie originale, che vedeva i protagonisti quali teenagers, come la maggior parte degli spettatori. Nel febbraio 2021, è stato riferito che Kogen aveva lasciato la produzione a causa di divergenze creative con Miranda Cosgrove. A marzo, Jennette McCurdy ha riferito che non avrebbe ripreso il ruolo di Sam Puckett perché si era ritirata dalla recitazione e si vergognava della sua carriera. Lo stesso mese è stato riferito che avrebbe avuto 13 episodi e che sarebbero trascorsi alcuni anni dalla fine della sesta e ultima stagione della serie originale. Inoltre, l'episodio pilota era diretto da Phill Lewis e scritto da Kogen e Schouten. A maggio è stato annunciato che la serie sarebbe stata presentata in anteprima il 17 giugno 2021 e il trailer è stato distribuito il 1º giugno.
La serie è prodotta da Awesomeness in collaborazione con Nickelodeon, con Cosgrove e Schouten come produttori esecutivi e Trainor e Alissa Vradenburg come produttori. Lo stesso Nathan Kress serve come direttore di alcuni episodi, proprio come ha fatto in alcuni episodi di Henry Danger & Game Shakers. Il 15 luglio 2021, la serie è stata rinnovata per una seconda stagione. Il 28 luglio 2022, la serie è stata rinnovata per una terza stagione.
Il 4 ottobre 2023 viene annunciata la conclusione della serie, che non tornerà con una quarta stagione, lasciando i fan in sospeso con il finale aperto della terza stagione.

### Riprese
Le riprese del revival sono iniziate nel marzo 2021 a Los Angeles: la produzione della prima stagione è terminata il 25 giugno 2021, mentre quella della seconda stagione si è svolta dall'ottobre 2021 al 2 febbraio 2022.

### Casting
Nel marzo 2021, è stato rivelato che Laci Mosley avrebbe interpretato Harper Bettencourt, la migliore amica e coinquilina di Carly, mentre Jaidyn Triplett avrebbe interpretato Millicent Mitchell, la figliastra adottiva di Freddie ed esperta di social media. Dall'annuncio del suo casting, Mosley è stata oggetto di attacchi da parte dei fan che l'hanno vista come un sostituto del personaggio di Jennette McCurdy dell'originale. La scrittrice Franchesca Ramsey ha twittato in risposta: Il personaggio di Laci, Harper non sta sostituendo Sam. Nessuno potrebbe sostituire Jennette McCurdy o il suo incredibile talento! Ma è sia razzista da morire che del tutto ingiusto decidere che Laci non si è guadagnata il ruolo soprattutto da quando lo spettacolo non è ancora uscito!!.
Oltre a Cosgrove, Trainor e Kress, altri attori secondari riprendono i loro ruoli dalla serie madre, come Mary Scheer e Danielle Morrow, che riprendono rispettivamente i loro ruoli come Marissa Benson e Nora Dershlit.

### Presentazione
I primi 3 episodi sono stati presentati il 17 giugno 2021 negli Stati Uniti e in Canada, mentre i restanti 10 sono usciti settimanalmente fino al 26 agosto 2021. Il primo episodio, anche se leggermente abbreviato, è andato in onda su Nick at Nite il 17 luglio 2021. Il secondo della seconda la stagione è stato presentato per la prima volta l'8 aprile 2022. Il suo secondo episodio in onda, iObject, Lewbert!, È diventato il secondo episodio in assoluto a ricevere una messa in onda lineare, superando i Kids' Choice Awards il 9 aprile 2022 il Nickelodeon, così come una messa in onda su MTV il 19 aprile 2022.
In America Latina, saranno disponibili settimane dopo. In Italia la serie è uscita il 15 settembre 2022 in seguito al lancio di Paramount+.

### Sigla
La sigla della serie è Leave it all to Me come nella serie originale, ma in versione più breve.

## Accoglienza

### Critica
I critici hanno dato alla prima stagione della serie recensioni positive. Sull'aggregatore di recensioni Rotten Tomatoes, ha un punteggio di approvazione del 100% con una valutazione media di 6.7/10, basata su otto recensioni.

## Riconoscimenti
Nickelodeon Kids' Choice Awards
- 2022: Premio come Miglior serie televisiva per famiglie per iCarly[23]
- 2022: Premio come Attrice televisiva preferita a Miranda Cosgrove[23]
- 2022: Candidatura come Attore televisivo preferito a Jerry Trainor[23]
- 2022: Candidatura come Attore televisivo preferito a Nathan Kress[23]